# Mud-puddling

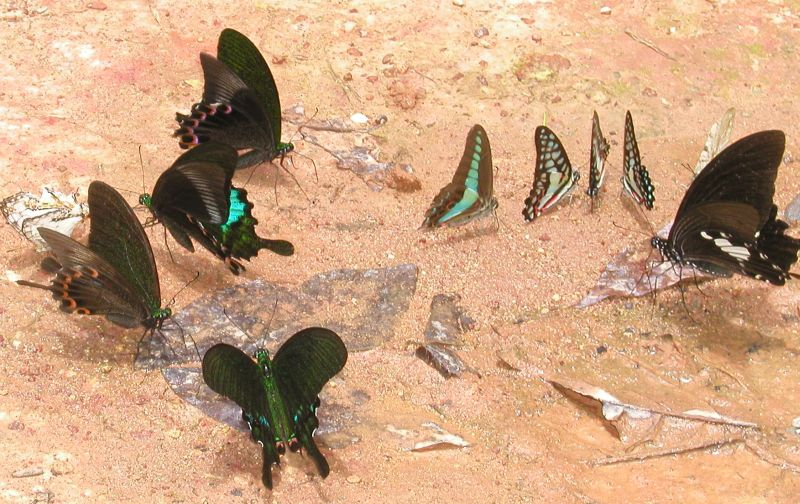
Riddarfjärilar utför mud-puddling i Thailand.

Mud-puddling, eller bara puddling, är ett beteende som främst förekommer bland fjärilar, men även hos andra djur, främst insekter; de söker vissa fuktiga substanser såsom ruttnande växtmaterial, gyttja och kadaver och suger upp vätskan. När förhållandena är lämpliga  bildar väl synliga insekter, som fjärilar, vanligtvis ansamlingar på våt jord, dynga eller kadaver.
Från vätskorna erhåller de näringsämnen såsom salter och aminosyror, som har olika funktioner för deras fysiologi, etologi och ekologi. Detta beteende har setts även hos andra insekter än fjärilar, särskilt inom familjen dvärgstritar, däribland arten Empoasca alsiosa.
Fjärilarnas strategier för att samla flytande näring är diversifierade. Oftast äger mud-puddling-beteendet rum på våt jord. Men även svett på mänsklig hud kan vara attraktivt för fjärilar såsom arter av släktet Halpe.
Mer ovanliga näringskällor inkluderar blod och tårar. Återigen är liknande beteende inte begränsat till fjärilar och till exempel de olika arter av bin som vanligen kallas vägbin lockas till olika typer av svett och tårar, bland annat av människor, och andra arter av bin har observerats göra så till olika grader.
Hos många arter är puddling-beteenden begränsat till hanar, och närvaron av en uppslutning fjärilar på marken fungerar, hos Battus philenor och andra arter, som en stimulans att ansluta sig till den presumtiva mud-puddling-flocken.

## På jord

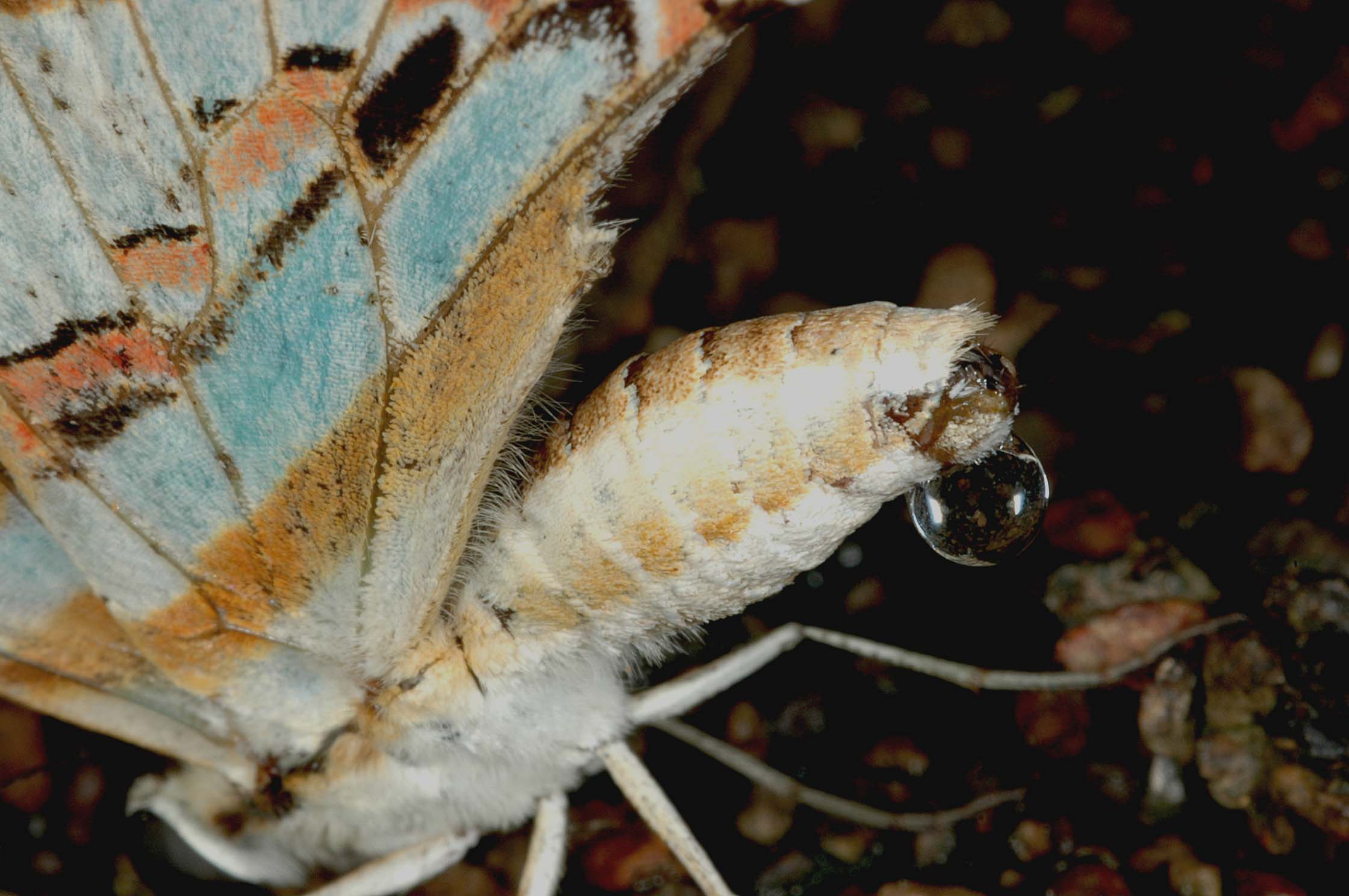
Graphium nomius utsöndrar överflödigt vatten efter mud-puddling.

I tropiska Indien kan detta fenomen oftast ses under säsongen som följer monsunsäsongen. Grupperna inkluderar i allmänhet flera arter, i synnerhet medlemmar i familjerna riddarfjärilar och vitfjärilar.
Hanar verkar dra nytta av natriumupptaget genom mud-puddling-beteendet med en ökad reproduktiv framgång. De uppsamlade natrium- och aminosyrorna överförs ofta till honan med spermatofor under parning som en gåva. Denna näring ökar också sannolikheten för överlevnad av äggen.
Vid utförande av puddling pumpar många fjärilar vätska genom mag- och tarmkanalen och frigör vätska från sina anus. Hos vissa, såsom hanen hos tandspinnaren Gluphisia septentrionis, släpps denna ut i pressade anala strålar med tre sekunders intervall. Vätska på upp till 600 gånger kroppsmassan kan passera igenom och hanar har en mycket längre krumtarm än honor som inte utför puddling.

## Andra källor till flytande näringsämnen

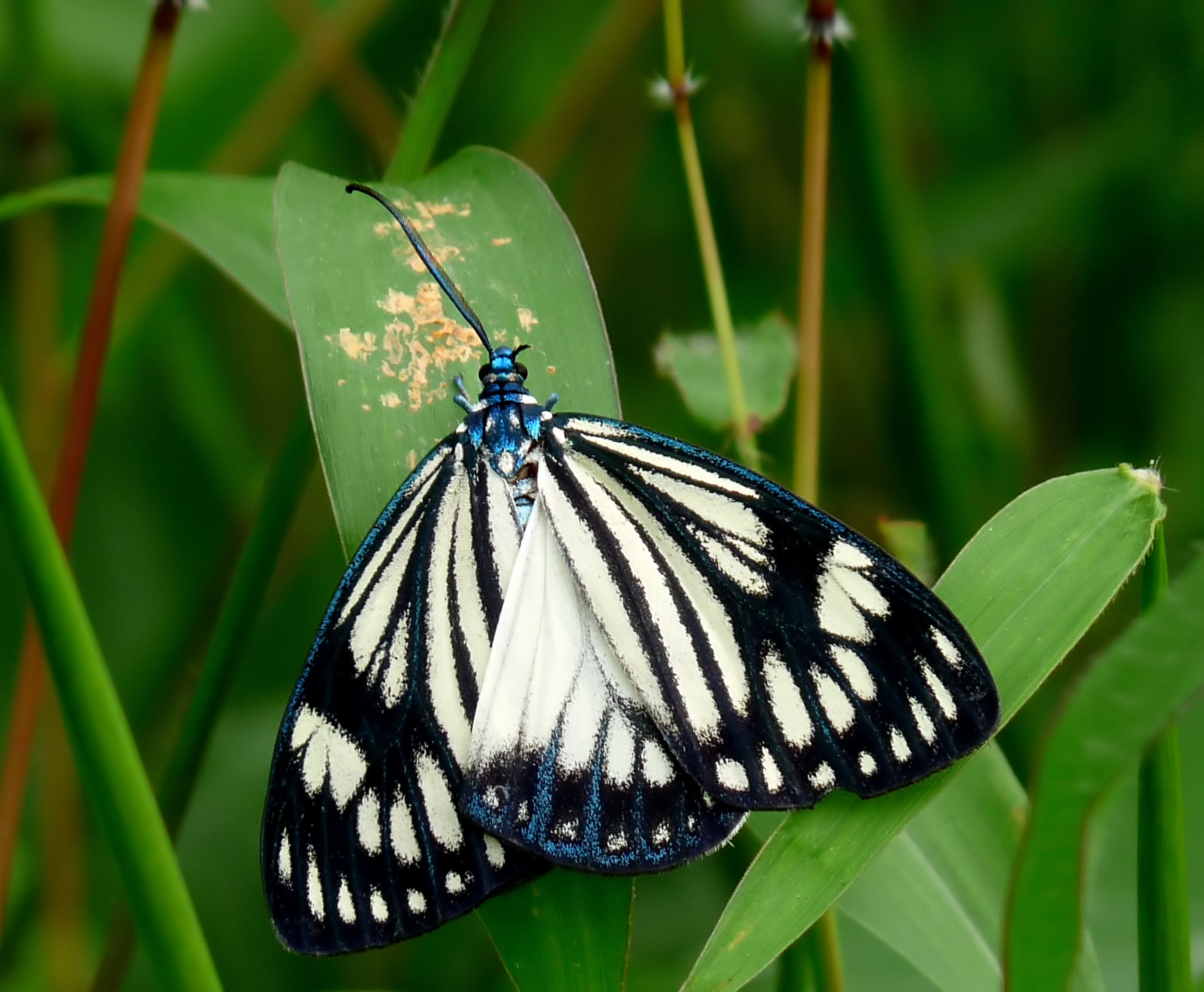
Cyclosia papilionaris äter på avföring från en fågel.

Några hopprätvingar, såsom Ceracris kiangsu, lockas till mänsklig urin, särskilt till natrium- och ammoniumjonerna i den.
De fjärilar som lockas till dynga (däribland arter i släktet zeuxidia) eller kadaver verkar föredra ammoniumjoner snarare än natrium.
I ruttnande frukter släpper vävnad ifrån sig socker och andra organiska föreningar såsom alkoholer. Detta sker genom metaboliska processer av sönderfallande organismer. Fjärilar använder främst sådana ämnen som metaboliskt bränsle.
I regnskogar i Borneos lågland besöker många arter av fjärilar regelbundet ruttnande frukt att dricka av. Detta beteende är främst opportunistiskt, men en del, särskilt gräsfjärilar som Neorina lowii, och Limenitidinae som Euthalia saidja, är mycket attraherade av övermogen frukt.

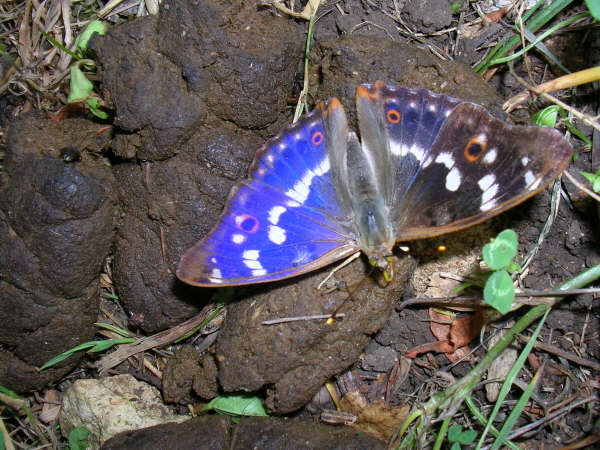
Aspskimmerfjäril (Apatura ilia) på dynga.

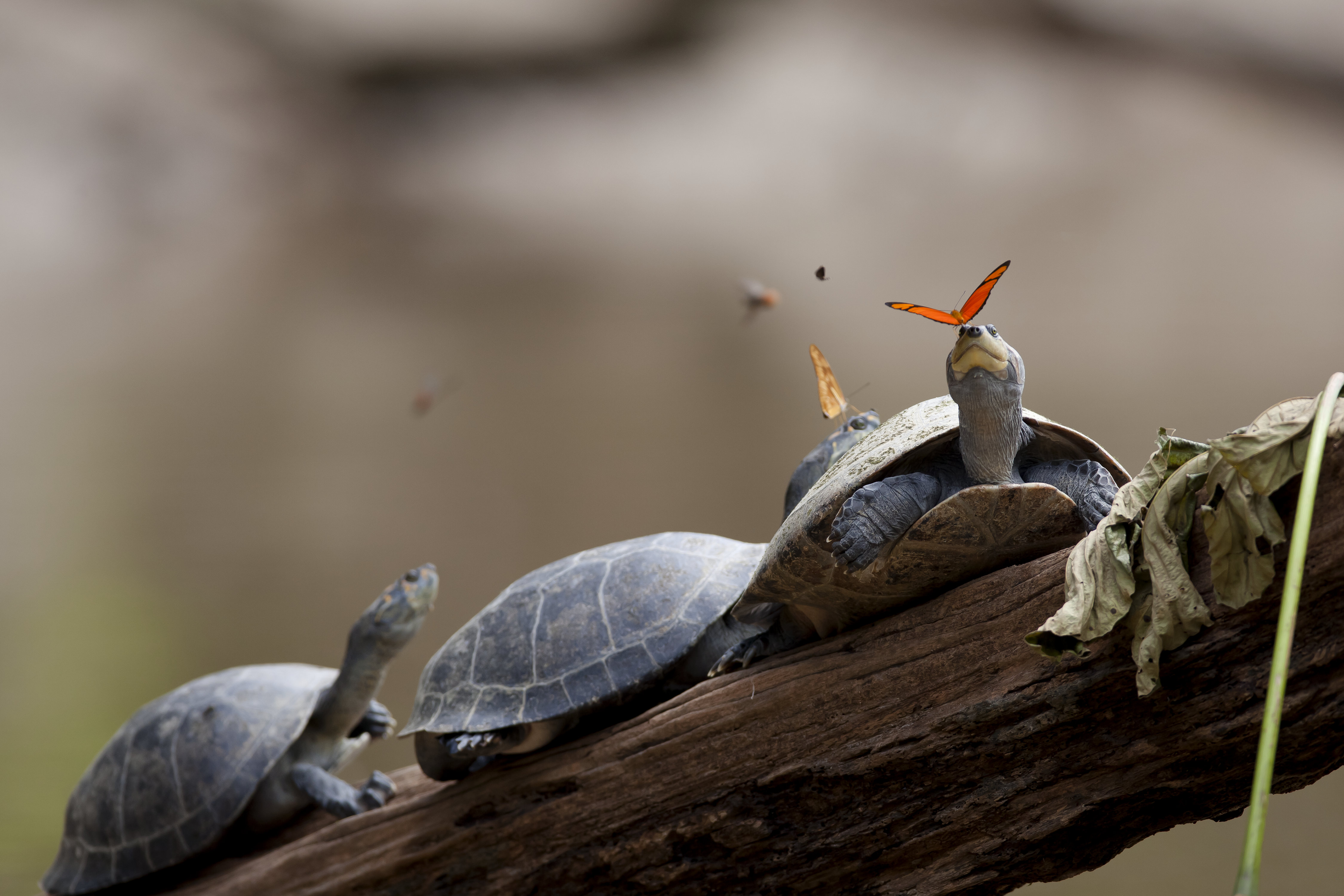
Två Dryas iulia dricker tårar från sköldpaddor i Ecuador.

Asätning har utvecklats i flera olika evolutionära spår oberoende av varandra. Specialiserade asätare kan även ha förmågan att lukta till sig och styra in sig på ruttnande kött på flera hundra meters avstånd. Specialistfjärilen (Charaxes bernardus) eller opportunistfjärilarna (några andra i släktena Charaxes och Polyura) i underfamiljen Charaxinae på Borneo tenderar att ha en markant större volym och mindre vingar, vilket gör dem till mer stiliga och lättmanövrerade flygare än fruktspecialister som Prothoe franck och opportunistiska fruktbesökare såsom Charaxes durnfordi. Andra fjärilar som de flesta vitfjärilar, riddarfjärilar och Morphinae syns sällan eller aldrig på kadaver, dynga eller ruttnande frukt, fastän de kan vara ivriga utövare av mud-puddling i strikt bemärkelse. Sammantaget uppvisar praktfjärilar en hög variation strategier för insamling av näringsämnen bland fjärilar; underfamiljen Limenitidinae har många mud-puddlers som också ofta besöker dynga men undviker frukt och kadaver (nämligen släktet Limenitis), och en del som lockas till vilken stickande substans som helst.
Vissa nattflyn, främst inom underfamiljen Calpinae, är något ökända för sina blod- och tårdryckesvanor. Hemiceratoides Hieroglyphica på Madagaskar har påvisats besöka och suga i sig tårar genom att föra in sin snabel i slutna ögonlock hos sovande fåglar.
Andra fall av fjärilar som dricker mänskliga tårar har rapporterats från Thailand.
Vissa arter av släktet Calyptra kallas "vampyrmalar" för att de suger blod från sovande ryggradsdjur, inklusive människor. Fenomenet att dricka tårar förekommer hos ett antal obesläktade fjärilar som besöker däggdjur, däribland nattflyet Mecistoptera griseifusa.